# Més per Mallorca
Més per Mallorca (Més; en español: «Más por Mallorca»)  es un partido político español de ámbito mallorquín. Surgido originalmente en 2010 como una coalición integrada por el Partit Socialista de Mallorca, Entesa per Mallorca e Iniciativa Verds; pasó a registrarse y constituirse como partido político en 2013.

## Historia
La coalición tiene su origen en verano de 2010, cuando varios partidos miembros anteriormente de la coalición Bloc per Mallorca decidieron concurrir juntos a las elecciones autonómicas de mayo de 2011. Estos fueron el PSM-Entesa Nacionalista, Iniciativa d'Esquerres (escisión de Izquierda Unida de las Islas Baleares) y Els Verds de Mallorca; poco después, en noviembre de ese año Iniciativa d'Esquerres y Els Verds de Mallorca se fusionan creando Iniciativa Verds. A principio de 2011 también se incorpora a la coalición Entesa per Mallorca, partido escindido del PSM-EN en 2006. El nombre de la coalición quedó definido como PSM-Iniciativa Verds-Entesa.
En las elecciones autonómicas la coalición obtiene 36 149 votos y 4 diputados en el Parlamento de las Islas Baleares, 4 consejeros al Consejo de Mallorca y 3 concejales en el Ayuntamiento de Palma. En el Parlamento Balear forma el Grupo Parlamentario Més junto con el diputado del Partit Socialista de Menorca-Entesa Nacionalista.
De cara a las elecciones generales de noviembre de 2011 la coalición se mantuvo, con la incorporación de Equo; sin embargo no obtuvo representación.
El 2 de febrero de 2013 los militantes de los tres partidos, reunidos en Palma de Mallorca, deciden dar un paso adelante en la consolidación de la coalición, aprobando de forma casi unánime un "documento de llamada" y adoptando el nombre Més per Mallorca. Ese mismo mes Entesa per Mallorca decidió reintegrarse en el PSM-Entesa.
De cara a las elecciones al Parlamento Europeo de 2014 la formación decidió no presentarse y dar libertad de voto a sus militantes, recomendando sin embargo el voto para las candidaturas de Esquerra Republicana de Catalunya o Primavera Europea (coalición de Compromís, Equo, Chunta Aragonesista y Coalición Caballas).
En mayo de 2014 se anunció la incorporación de Esquerra Republicana de Catalunya en Baleares a la federación del PSM-Entesa, ingresando a la vez en Més. Sin embargo en diciembre de ese mismo año ERC fue expulsada de la coalición acusada de no acatar el sistema de primarias de ésta. Finalmente de cara a las elecciones al Parlamento de las Islas Baleares de 2015 ERC no se integró en Més. En dicha cita electoral MÉS obtuvo un 17,15 % de los votos en Mallorca (13,80 % del total de las islas Baleares) y 6 escaños. Su proyecto hermano en Menorca, Més per Menorca obtuvo asimismo otros 3 escaños.
En las Elecciones generales de España de 2016, Més se presentó dentro de la candidatura Units Podem Més junto a Unidas Podemos, siendo segunda fuerza en la circunscripción de las Islas Baleares con 117 812 votos y obteniendo dos 2 escaños en el Congreso de los Diputados y una senadora por Mallorca.
Para las elecciones al Parlamento de las Islas Baleares de 2019, Més eligió en primarias a Miquel Ensenyat como candidato a la presidencia de la comunidad autónoma y a Fina Santiago como número dos al Parlamento Balear. En aquellos comicios, Més perdió cerca de 20 000 votos y 2 escaños, pasando a ser el quinto grupo político con 4 diputados. En las Elecciones al Parlamento Europeo de 2019 se presenta dentro de la candidatura Compromiso por Europa en coalición con un grupo de partidos regionalistas y ecologistas encabezado por Compromís y En Marea. La coalición no consiguió los votos suficientes y se quedó fuera del Parlamento Europeo.
Tras las elecciones europeas, autonómicas y municipales de 2019, la asamblea de Més aprobó la reincorporación de Esquerra Republicana en la organización. En noviembre del mismo año, la asamblea de Més eligió al exalcalde de Palma, Antoni Noguera, como coordinador de la formación.
En abril de 2022, Més per Mallorca presentó junto a Més per Menorca y Ara Eivissa la iniciativa Ara Més, como proyecto para la conformación de una coalición electoral para obtener representación en las Cortes Generales. En las Elecciones al Parlamento de las Islas Baleares de 2023 Més per Mallorca se presentó como partido político, sin integrarse en ninguna coalición.
Tras ser convocadas las elecciones generales de 2023, este partido optó por presentarse junto al resto de impulsores del preacuerdo Ara Més en la coalición de ámbito estatal Sumar bajo la denominación Ara Més-Sumar en la circunscripción electoral de Islas Baleares.

## Resultados electorales

### Congreso de los Diputados
| Congreso de los Diputados |                    |         |                              |          |         |        |                          |
| Elecciones                | Candidatura        | Escaños | ±                            | Posición | Votos   | %      | Candidato                |
| 2015                      | MÉS                | 0/8     | (respecto a PSM-IV-ExM-EQUO) | 5.º      | 33.877  | 6,99%  | Antoni Verger            |
| 2016                      | Unides Podem MÉS   | 2/8     | 2                            | 2.º      | 118.082 | 25,41% | Antoni Verger (número 3) |
| 2019-I                    | Veus Progressistes | 0/8     | 0 (respecto a UPM)           | 6.º      | 25.384  | 4,9%   | Guillem Balboa           |
| 2019-II                   | MÉS-Esquerra       | 0/8     | (respecto a VP)              | 6º       | 18.295  | 4,07%  | Guillem Balboa           |
| 2023                      | Sumar-MÉS          | 1/8     | 1                            | 3º       | 83.116  | 16,57% | Vicenç Vidal             |

### Parlamento de las Islas Baleares
| Parlamento de las Islas Baleares |                       |                           |                        |        |                 |                            |                               |
| Elecciones                       | Escaños (en Mallorca) | ±                         | Posición (en Mallorca) | Votos  | % (en Mallorca) | Gobierno                   | Candidato                     |
| 2015                             | 6/33                  | 2 (respecto a PSM-IV-ExM) | 3.º                    | 59 069 | 17,15 %         | Coalición (PSOE-MÉS)       | Biel Barceló                  |
| 2019                             | 4/33                  | 2                         | 3.º                    | 39 415 | 11,57 %         | Coalición (PSIB-PODEM-MÉS) | Miquel Ensenyat               |
| 2023                             | 4/33                  | Sin cambios               | 4.º                    | 37 651 | 10,36 %         | Oposición                  | Lluís Enric Apesteguia Ripoll |

### Consejo Insular de Mallorca
| Consejo Insular de Mallorca |         |                           |          |        |         |                            |                      |
| Elecciones                  | Escaños | ±                         | Posición | Votos  | %       | Gobierno                   | Candidato            |
| 2015                        | 6/33    | 2 (respecto a PSM-IV-ExM) | 3.º      | 59 344 | 17,33 % | Coalición (MÉS-PSOE)       | Miquel Ensenyat      |
| 2019                        | 4/33    | 2                         | 3.º      | 42 692 | 12,68 % | Coalición (PSIB-MÉS-PODEM) | Bel Busquets         |
| 2023                        | 4/33    | Sin cambios               | 4.º      | 42 197 | 11,68 % | Oposición                  | Jaume Alzamora Riera |